# Étymologies de Bergoïata et de Berg dans l'Ardèche

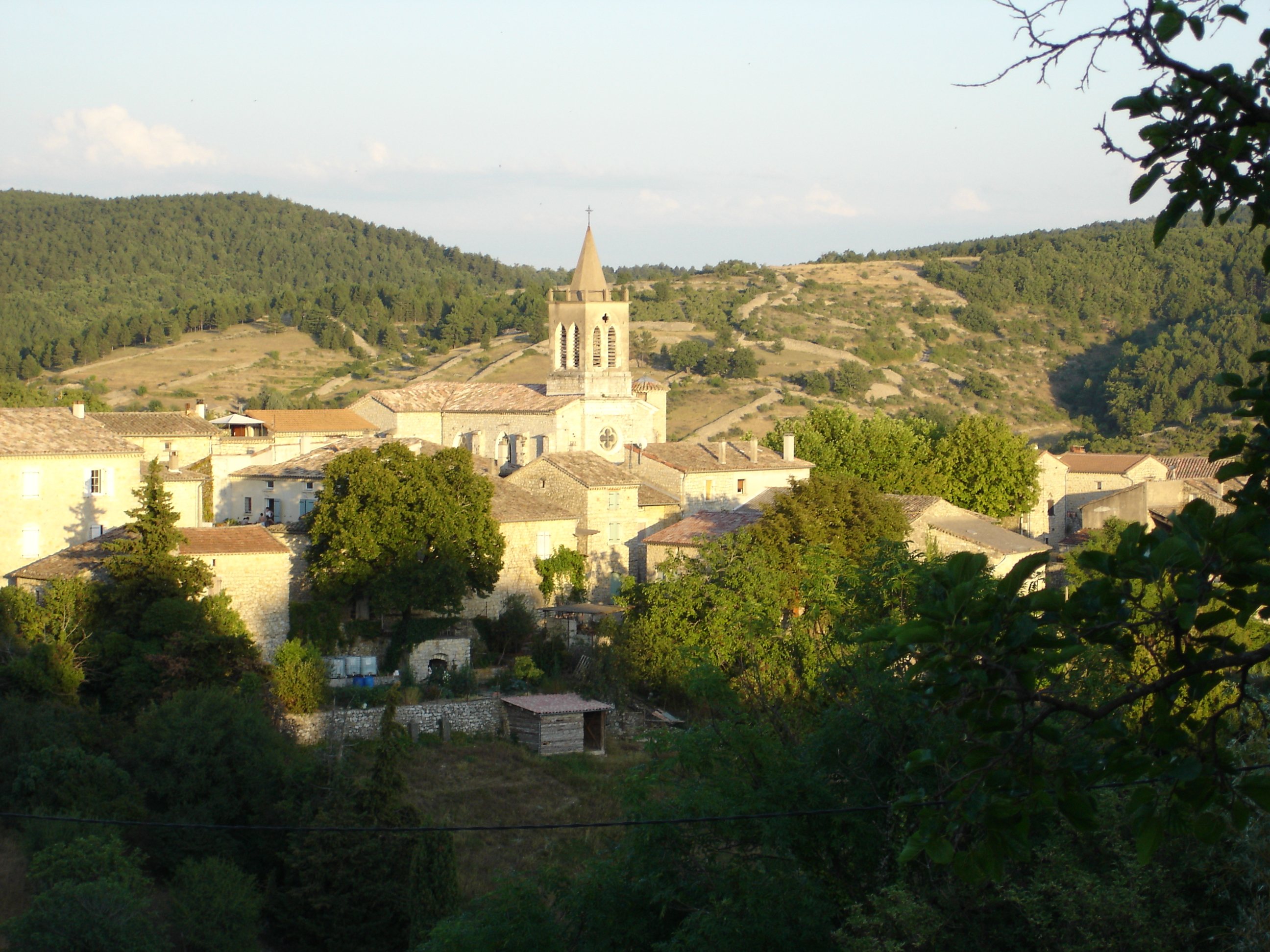
Saint-Andéol-de-Berg

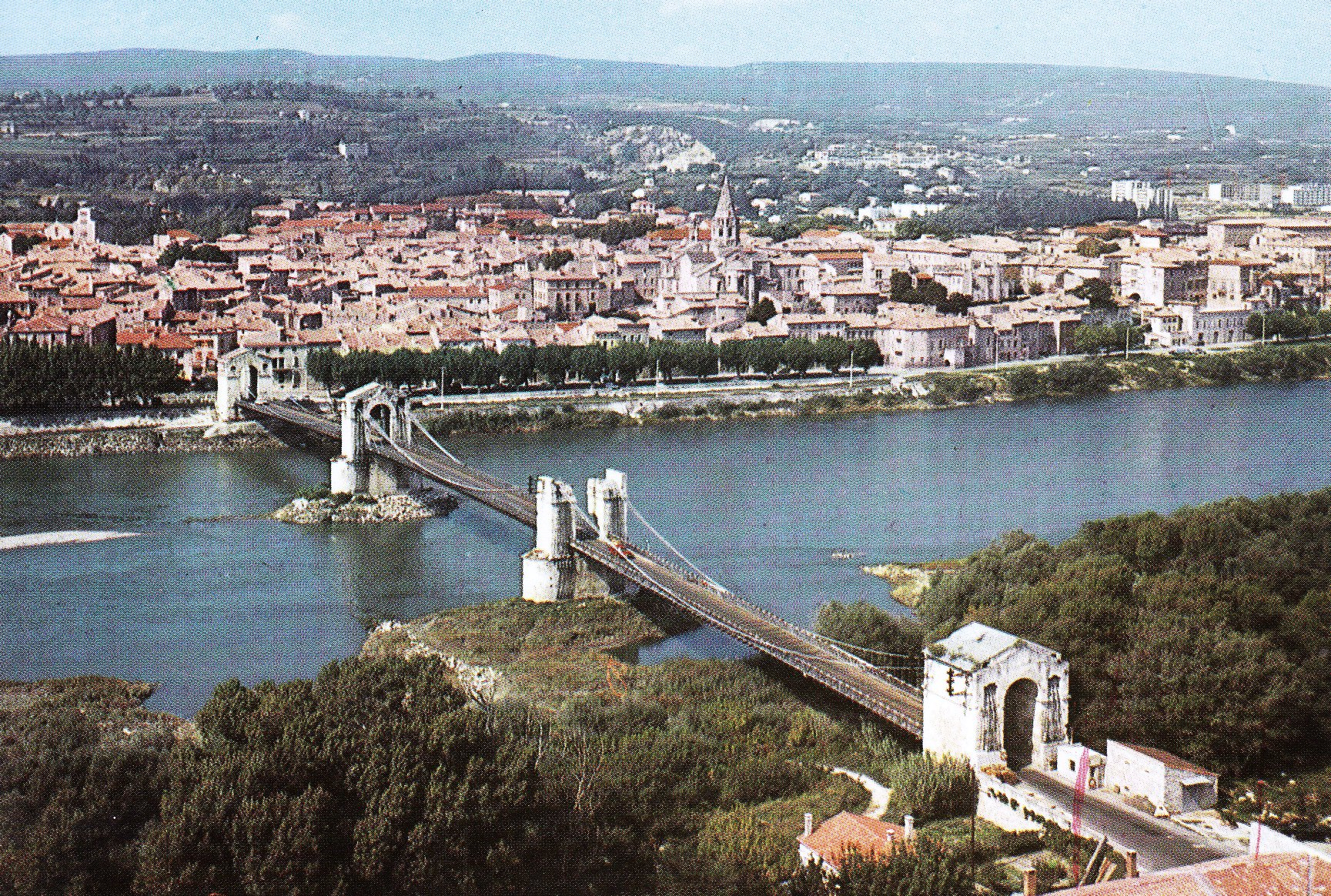
Bourg-Saint-Andéol / Ancien pont

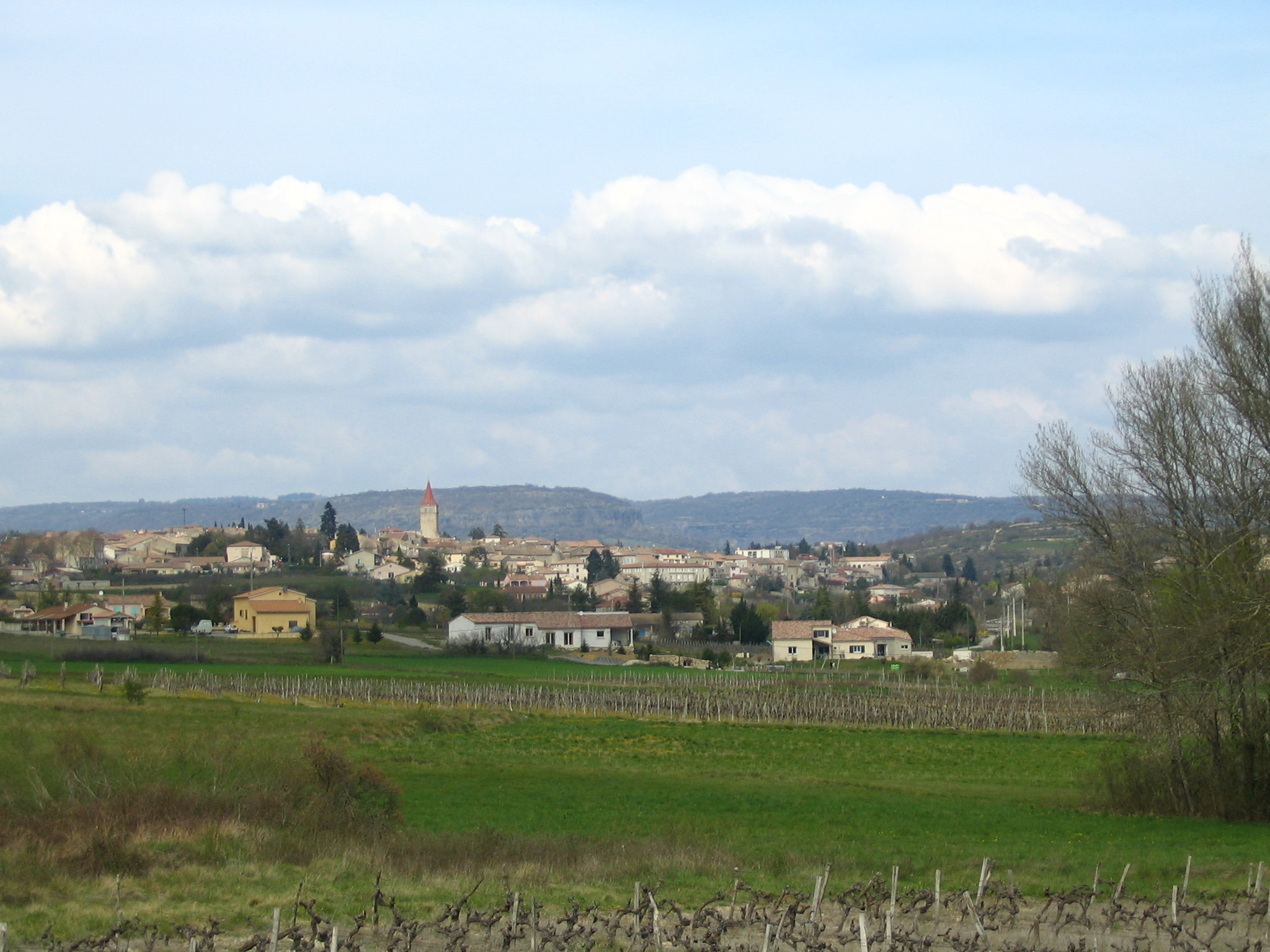
Villeneuve-de-Berg

Les étymologies de la ville de Bergoïata (Berg-Oïati ou Bergoïat), aujourd'hui Bourg-Saint-Andéol, et du village de Saint-Andéol-de-Berg, situés dans le département de l’Ardèche, semblent être communes, non seulement en ce qui concerne « Saint-Andéol » (Andéol du Vivarais), mais aussi en ce qui concerne le radical ou mot Berg, dont l'étymologie est l'objet du présent article.
Villeneuve-de-Berg et la montagne de Berg voisine partagent avec Saint-Andéol-de-Berg, le même élément Berg.

## Étymologie

### Origine germanique
- (a) Aux Ve et VIe siècles, la région qui correspond à l'Ardèche d'aujourd'hui se trouve sous la domination des burgondes, peuple d'origine germanique (cf. la carte du Royaume burgonde au Ve siècle).
- (b) Les montagnes de Berg dans le Bulletin de l'Académie delphinale, Grenoble, 1861, p. 659[1] :
  - « Après l’invasion des barbares, au Ve siècle , la ville de Gentibus, assise au pied de ces montagnes, sur les bords du Rhône, avait reçu le nom de Bergoïat[Quoi ?], qui renferme le nom générique de montagne en langue germanique. Au IXe siècle, elle érigea dans le cœur de ces montagnes un oratoire à son patron, sanctus Andeolus a Bergoïat, aujourd’hui Saint-Andéol-de-Berg, tandis que tout proche de là l'importante grange cistercienne de Berg s’enrichit, à la fin du XIIe siècle, de pâturages désignés encore sous le nom de ad pascuas alpium, aujourd’hui Pascalon. Depuis lors, ces montagnes ont conservé le nom de montagnes de Berg. »
- Cartulaire de la cathédrale de Viviers, recueil de chartes qui s’échelonnent entre 630 et 950 : on y voit le gallo-romain Marcellus faire don de dix « colonies » (ou domaines), à l’église de Viviers. Ces propriétés étaient à prendre en particulier sur des biens qu’il possédait près de Villeneuve-de-Berg, « in monte Berco », dans la montagne de Berg[2].
- Commune de Saint-Andéol-de-Berg : « Jusqu'au XIXe siècle, on disait « Berc ». Ce fut d'ailleurs le nom de la commune pendant la Terreur, quand furent supprimés les saints catholiques du calendrier républicain, en 1793. »[3]

### Origine gauloise
L'explication de Bergoïat par le germanique est contredite par les sources récentes spécialisées en onomastique, l'origine locale du toponyme Berg serait bien antérieure aux invasions germaniques du Ve siècle.
- (a) L'origine est celtique d'après l'abbé Rouchier qui dans son Histoire religieuse, civile et politique du Vivarais (1861), indique clairement[4] : « avant le martyre de saint Andéol, avant 205 par conséquent, le nom celtique de Bergoïata était seul en vigueur. » 
  - D'après cet ouvrage, la ville de Bergoïata comportait une partie amont sur la rive gauche du Rhône, appelée Haut-Bergoïata et une partie avale sur la rive droite, appelée Bas-Bergoïata, où se trouve aujourd'hui Bourg-Saint-Andéol. L'abbé Rouchier explique, démonstration à l'appui, que le terme Gentibus qui a été employé par certains pour désigner Bergoïata, n'a pu être le nom de la ville qu'éventuellement entre les années 205 et 600, et encore, que de toutes les façons, le nom celtique Bergoïata, plus ancien, continuait d'être employé à cette époque là.
- (b) D'après Ernest Nègre, qui fait remarquer que Bourg-Saint-Andéol « se situe au pied de la Côte Bouchard, qui est une hauteur de 413 m de haut », et que « l'église est sur une légère élévation », Bergoiata (VIe siècle), Bergogiates, Burgogiates (IXe siècle), Burguitas (877), Burgias (1110), Burgo (1275), Burgo sancti Andeoli (1368), vient peut-être du gaulois berg-, « hauteur », plus le suffixe -o-iates, celui de Sotiates (César, III, 20, 2), qui aurait désigné l'une des deux hauteurs[5]. Puis, par « attraction de bourg », le nom devient ensuite Bourg-Saint-Andéol.
- (c) Albert Dauzat et Charles Rostaing ne mentionnent pas ce Berg, mais le rangent implicitement dans la catégorie des Berc (Lozère), Berganty (Lot), Bergonne (Puy-de-Dôme), du sud de la France qu'ils font remonter au celtique (gaulois) et préceltique Berg-[6]. Les Berg- du nord de la France sont en revanche classés dans la catégorie des Berck qui remontent au germanique berc[6].
  - Le radical berg- est attesté en celtique et doit remonter ultimement à l'indo-européen *bhergh (« haut, éminent »), tout comme le germanique[7]
  - bergo- / bergona- / bergusia sont des termes gaulois qui s'appliquent tous à des « élévations de terrains, des hauteurs, des monts ». Ils sont fréquents en toponymie[8],[9].
  - Bergintrum (Bourg-Saint-Maurice) : Localité mentionnée sur trois itinéraires antiques, la Table de Peutinger (II, 3) et l'Itinéraire d'Antonin (345, 5 et 347, 8) sous la forme unique Bergintrum. Il s'agît de l'actuel Bourg-Saint-Maurice (Savoie). Ce toponyme pourrait s'expliquer par le Gaulois bergo- « mont », associé à -enter / -entar « entre » cf. breton entr). Bergintrum serait littéralement « (la ville) entre les monts »[10].»
  - Existence d'un mot gaulois *bergna signifiant apparemment « élévation », signalée dans l'étymologie du mot français berge[11].
  - Bergusia : Il s'agit ici du nom d'une divinité, figurant sur une inscription gauloise retrouvée à Alise-Sainte-Reine[8].
- (d) Enfin, Xavier Delamarre, auteur d'un Dictionnaire de la langue gauloise, mentionne « les monts Berg et Bergoise (Ardèche)[12] ».

### Autres explications
- Pour Albert Du Boys, Berg signifiait « forêt » (sans qu'il soit précisé dans quelle langue), ainsi qu'il l'écrit en 1848 dans Album du Vivarais, ou Itinéraire historique et descriptif de cette ancienne province [13]: « (...) Berg-Oïati devint le but d'un célèbre pèlerinage, et, au lieu de Berg, qui signifie forêt, fut appelé Burg ou ville; puis on le nomma par la suite Burgus Sancti Andeoli. »
  - On peut noter au passage, un peu plus haut sur la même page, que cet auteur fait lui aussi la distinction entre deux villes, l'une en amont sur la rive gauche du Rhône qu'il appelle Gentibus, et l'autre en aval sur la rive droite qu'il appelle Berg-Oïati : « Saint-Andéol, qui était venu prêcher en Vivarais aux environs de cette colline, souffrit le martyre à Gentibus, qui en était comme le faubourg: « Gentibus, dit M. Barracan, était situé sur la rive gauche de la branche orientale du Rhône, vis-à-vis la colline appelée Insula Martis. » S'il faut en croire l'antique légende, le corps de l'apôtre fut ensuite poussé par le courant sur le rivage de la colonie du Bourg ou de Berg-Oïati (..) »
  - Cet auteur est toutefois moins précis et ses propos moins argumentés que ceux de l'abbé Rouchier au paragraphe 2.(a) ci-dessus. La signification de « forêt » pour Berg est une erreur car on ne la rencontre pas ailleurs.
- (a) Article "BERG" dans le Dictionnaire provençal-français de S J. Honnorat[14] :
  - « BERG, BERG, BARG, radical pris de la basse latinité, bergarius, dérivé du lat. vervex, vervicis, mouton d'où vient aussi berbix, brebis ; le P. Puget le fait venir du celt. ou de l'all. berg, montagne. De vervex par apoc. et changement de premier v en b, et du second en g, berg; d'où : Bergier, Berg-ey, Berg-eira, Bargeir-ela, Bargeir-oun-ela. (...) »
- (b) Le mot français "berger" a une étymologie latine, cf. l'étymologie donnée dans le Trésor de la langue française informatisé[15].